# Дильманн, Том
Том Дильманн (фр. Tom Dilmann; родился 6 апреля 1989 года в Мюлузе, Франция) — потомственный французский автогонщик, чемпион Немецкой Формулы-3 2010 года. В настоящее время является запасным пилотом команды Lechner Racing Team в Суперкубке Порше, в составе команды RMS борется за титул во Французском кубке Порше, а так же выступает в чемпионате GP2 за команду Caterham Racing.

## Карьера

### Картинг и Формула Рено
Сын бывшего гонщика, механика и менеджера команды Жерара Дильманна, Том Дильманн начал свою карьеру с победы на региональном Эльзасском чемпионате самодельных машин в 1999 году. Он ездил в картинге с 2000 по 2002 год в младших классах, и завоевал региональный титул и стал четвёртым в Чемпионате Франции. В 2003 году, Дильманн испытал прототип, сделанный его отцом. Он проехал на машине, питающейся от мотоциклетного двигателя по трассе и льду.
В 2004 году, Дильманн пришёл в Формулу Рено 1600 Бельгия с его семейной командой. Он занял пятое место в чемпионате с тремя подиумами, в том числе победа в Спа-Франкоршам. Он также поучаствовал в выбранных гонках формулы Рено Монца, Формула-Юниор 1600 чемпионат Испании, приехав на подиум в последней. Дильманн перешёл в Еврокубок Формулы Рено в 2005 году, как часть команды Prema Powerteam вместе с Камуи Кобаяси и Патриком Роха. Не сумев набрать очки в тот момент, Дильманн потерял место в команде, из-за отсутствия опыта. Он также участвовал в чемпионате Франции, но не смог набрать ни одного очка.
Он вернулся в Европейскую серию в начале сезона 2006, на этот раз с SG Formula, вместе со Стэном Пентусом и Карлом ван Дамом. В этом году Том также участвовал во Французском чемпионате Формулы Рено. В Еврокубке, Дильманн впервые приехал на подиум в третьей гонке сезона, финишировав вторым, позади Дани Клоса в Мизано. Он ещё дважды финишировал вторым на финальном этапе сезона в Барселоне, оба раза позади чемпиона серии Филипе Альбукерке. Дильманн финишировал восьмым в чемпионате. В чемпионате Франции, Дильманн финишировал десятым после двух побед подряд в конце сезона, в Ле-Мане и Маньи-Куре.

### Формула 3
До сезона 2007 года Дильманн стал членом Red Bull Junior Team, наряду с соотечественником Жаном-Карлом Верне. Получив финансовую поддержку от Red Bull, Дильманн попал в Formula 3 Euro Series с ASM, присоединившись к Ромену Грожану, Нико Хюлькенбергу и Камуи Кобаяси. Дильманн пропустил открытие года после аварии на предсезонных тестах, оставившей его с переломом грудины и позвоночника, но закончил сезон девятым в зачёте, трижды поднявшись на подиум по ходу сезона. По итогам сезона Дильманн стал новобранцем команды A1 Team Switzerland в A1 Grand Prix-он был членом команды на этапах в Таупо и Eastern Creek в 2008 году.
Дильманн остался в Евро Серии на сезон 2008 года, опять же с поддержкой Red Bull, и вернулся в свою бывшую команду SG Formula из Формулы Рено, которая дебютировала в Евро Серии. Дильманн показал лучшее время в первый день тестов в Эшториле, но начало сезона сложилось для него неудачно; его лучший финиш в первых трех гонках — пятнадцатое место в Хоккенхайме. Такие результаты стоили ему места в Red Bull Junior Team. Дильманн вернулся в серию в конце сезона на Нюрбургринге, с Jo Zeller Racing team, после того, как они расстались с Майклом Кляйном. Он квалифицировался третьим перед субботней гонкой и закончил гонку на той же позиции, и после этого финишировал пятым в воскресной гонке. Дильманн не стал продолжать сотрудничество с командой после этой гонки, и занял 18-е место в турнирной таблице. Дильманн завершил сезон в Итальянской Формуле 3 с Europa Corse team. В трех гонках, Дильманн дважды финишировал вторым и дважды третьим и завершил чемпионат на седьмой строчке.
Несмотря на это Дильманн пропустил начало сезона 2009 года. После того, Дильманн заменен Кевина Мироху в HBR Motorsport в Евро серии перед этапом в Ошерслебене. Он финишировал за пределами ТОП-20 в обеих гонках, но остался с командой на следующий этап в Нюрбургринге, где он зафиксирован лучший результат сезона (четырнадцатое место). Дильманн также участвовал в двух последних этапах сезона, вместе в Дижоне с Prema Powerteam, и снова с HBR Motorsport, в Хоккенхайме. Помимо обязательств в Евро серии, Дильманн участвовал в трех финальных этапах Немецкой Формуле Три с Neuhauser Racing, присоединившись к команде в Нюрбургринге. Темп Дильманн показал сразу, завоевав поул во второй гонке уик-энда, закончив обе гонки на подиуме, добыв третье место и победу во второй гонке. Дильманн также выиграл этапы в Заксенринге и Ошерслебене, закончив чемпионат шестым, проехав только в шести гонках.
Дильманн провёл полный сезон в Немецкой Формуле Три в 2010 году, перейдя в HS Technik. На первом этапе сезона в Ошерслебене, Дильманн, выиграл вторую гонку, но стал лишь седьмым после штрафа за фальстарт. Первые победы пришли к Тому на следующем этапе в Заксенринге. Дильманн выиграл обе гонки, став лидером чемпионата. Он подтвердил лидерство, выиграв гонку в Хоккенхайме, стартуя с поула. Сильный уик-энд для пилота Van Amersfoort Racing Даниэля Абта в Ассене помог обойти ему Тома в чемпионате, но Дильманн снова перехватил лидерство после двух побед на Нюрбургринге. Уверенные финиши в очках для Тома, стали решающим моментом в борьбе за титул. При его серии из пяти гонок без подиума, он только укрепил лидерство относительно Абата. Дильманн одержал ещё одну победу во время второго приезда серии на Нюрбургринг и его отрыв от Абта составил 9 очков перед финальным этапом в Ошерслебене. Дильманн финишировал вторым при победе Абта, и его лидерство, но во второй гонке Дильманн одержал победу при том, что Абт не смог набрать очков в финальной гонке из-за поломки датчика. Дильманн, который ранее сошёл из за поломки топливного насоса, стал первым французским гонщиком выигравшим титул. Он был приглашен на тесты Формула Рено 3.5 в октябре на трассу Моторленд Арагон, в награду за титул в Немецкой Формуле 3. Дильманн установил третье время и самое быстрое среди новичков выступая за ISR Racing Team.
Дильманн также проехал три этапа в Итальянской Формуле 3; на первом этапе в Мизано, Дильманн занял четвёртое место в общем зачёте, и второе место для команды Scuderia Victoria. Также он проехал два этапа за EuroInternational, не набрав очков. Он завершил чемпионат тринадцатым в общем зачёте. Дильманн участвовал в двух гонах Formula 3 Euro Series в 2011 г.; выступал за Carlin в Хоккенхайме, и Motopark на Red Bull Ring, лучшим результатом стало третье место на Red Bull Ring, ставшее первым подиумом для в Евро Серии для Тома с 2008 года. Дильманн также проехал этап в Зольдере в Немецкой Формуле 3, в зачёте более старого оборудования. Дильманн выиграл одну гонку, и финишировал третьим в другой.

### GP3
В марте 2011 года, Дильманн присоединился к команде Carlin на сезон 2011, вместе с Конором Дэйли и Леонардо Кордэйро. На первом этапе сезона в Стамбуле, Дильманн занял поул-позицию. Том плохо стартовал, но в итоге закончил гонку на третьей позиции. После гонки Дильманна уволили, но в середине сезона на тестах в Венгрии он вернулся в серию, присоединившись к Addax Team. Дильманн финишировал в очках на трёх последних этапах чемпионата: на Нюрбургринге, на Хунгароринге и в Спа-Франкоршам, закончив чемпионат третьим в общем зачёте.

### GP2
После окончания 2011 сезона, Дильманн провёл тесты в GP2 за iSport International Team в Хересе и Барселоне. Резудьтаты его тестов позволили ему присоединиться к команде, на внезачётном этапе чемпионата на трассе Яс Марина в поддержку Гран-при Абу-Даби. Он закончил обе гонки в очках, заняв шестое место в первой гонке, и став третьим во второй. Его результаты были вторыми из гонщиков GP3, после Джеймса Каладо, что позволило ему получить €10 000 от серии производителя шин Pirelli. После предсезонных тестов за Ocean Racing Technology и Rapax Team, Дильманн присоединился к Rapax в преддверии сезона начала сезона 2012 в Сепанге. Он одержал свою первую победу в GP2 в воскресном спринте третьего этапа чемпионата в Бахрейне. После того, как он не смог набрать очки в шести следующих гонках, Том лишился своего места в Сильверстоуне, освободив его для Даниэля Де-Йонга, который ранее занял место его товарища по команде, Рикардо Тейшейра. Он вернулся в гонки на следующем этапе в Хоккенхайме, так как де Йонг участвовал в борьбе за титул в Auto GP World Seriesна этапе в Бразилии, но затем снова его лишился в Венгрии из-за финансовых проблем. Он закончил сезон на 15-м месте в общем зачёте; самое высокое место для гонщика не завершившего полный сезон.
Перед сезоном 2013 было объявлено, что Дильманн присоединится к новой команде «Русское Время» в GP2 наряду с возвратившимся в серию Сэмом Бёрдом. Начало сезона выдалось как для команды, так и для Тома не впечатляющим. Лучшим результатом для Тома довольно долго являлось четвёртое место в спринте в Бахрейне, но всем больше запомнилась гонка в Испании, где он совершил довольно много красивых обгонов. Первый раз в сезоне Том поднялся на подиум в Сильверстоуне, дополнив победу своего напарника третьим местом. В Венгрии Том занял поул-позишн, но не смог его реализовать финишировав только двадцатым. На следующих этапах Том ещё несколько раз финишировал в очках и в субботней гонке в Италии поднялся вместе со своим напарником на подиум, став третьим. В субботней гонке в Абу-Даби он попал в тяжелую аварию, после которой не был допущен к старту в воскресенье. Сезон Том завершил десятым, что на данный момент является его лучшим достижением в GP2.
В начале сезона 2014 Том покинул команду, в связи со смертью владельца команды Russian Time Игоря Мазепы сменой руководства. Но он был приглашён заменить травмированного Андре Неграна на этапе в Испании и занял восьмое место в субботней гонке и третье место в воскресной. На данный момент Том так же провёл три этапа в составе EQ8 Caterham Racing, трижды финишировав в очках.

## Результаты выступлений

### Статистика
| Сезон     | Серия                                | Команда                   | Гонки            | Победы           | Поулы            | БК               | Подиумы          | Очки             | Место            |
| --------- | ------------------------------------ | ------------------------- | ---------------- | ---------------- | ---------------- | ---------------- | ---------------- | ---------------- | ---------------- |
| 2004      | Бельгийская Формула-Рено 1.6         | Tom Team                  | 14               | 1                | 0                | 2                | 2                | 147              | 5                |
| 2004      | Формула Рено Монца                   | Tom Team                  | 4                | 0                | 0                | 0                | 0                | 28               | 14               |
| 2004      | Formula Junior 1600 Испания          | Tom Team                  | 2                | 0                | 0                | 0                | 1                | 0                | НК†              |
| 2005      | Еврокубок Формулы-Рено 2.0           | SG Formula                | 10               | 0                | 0                | 0                | 0                | 0                | 37               |
| 2005      | Еврокубок Формулы-Рено 2.0           | Cram Competition          | 10               | 0                | 0                | 0                | 0                | 0                | 37               |
| 2005      | Французская Формула-Рено 2.0         | MC Racing                 | 5                | 0                | 0                | 0                | 0                | 0                | 30               |
| 2005      | Еврокубок Формулы-Рено 2.0           | SG Formula                | 14               | 0                | 0                | 2                | 3                | 61               | 8                |
| 2006      | Французская Формула-Рено 2.0         | SG Formula                | 9                | 2                | 1                | 2                | 2                | 34               | 10               |
| 2007      | Евросерия Формулы-3                  | ASM Formule 3             | 18               | 0                | 0                | 0                | 3                | 23               | 9                |
| 2007      | Формула-3 Мастерс                    | ASM Formule 3             | 1                | 0                | 0                | 0                | 0                | —                | НК               |
| 2008      | Евросерия Формулы-3                  | SG Formula                | 8                | 0                | 0                | 0                | 1                | 8                | 18               |
| 2008      | Евросерия Формулы-3                  | Jo Zeller Racing          | 8                | 0                | 0                | 0                | 1                | 8                | 18               |
| 2008      | Итальянская Формула-3                | Europa Corse              | 6                | 0                | 0                | 1                | 4                | 29               | 7                |
| 2008      | Формула-3 Мастерс                    | Jo Zeller Racing          | 1                | 0                | 0                | 0                | 0                | —                | 16               |
| 2009      | Евросерия Формулы-3                  | HBR Motorsport            | 8                | 0                | 0                | 0                | 0                | 0                | 30               |
| 2009      | Евросерия Формулы-3                  | Prema Powerteam           | 8                | 0                | 0                | 0                | 0                | 0                | 30               |
| 2009      | Немецкая Формула-3                   | Neuhauser Racing          | 6                | 3                | 3                | 2                | 5                | 49               | 6                |
| 2010      | Итальянская Формула-3                | Scuderia Victoria         | 5                | 0                | 0                | 1                | 1                | 22               | 13               |
| 2010      | Итальянская Формула-3                | EuroInternational         | 5                | 0                | 0                | 1                | 1                | 22               | 13               |
| 2010      | Немецкая Формула-3                   | HS Technik                | 18               | 6                | 7                | 10               | 9                | 120              | 1                |
| 2011      | Серия GP3                            | Carlin                    | 14               | 0                | 1                | 0                | 1                | 15               | 14               |
| 2011      | Серия GP3                            | Addax Team                | 14               | 0                | 1                | 0                | 1                | 15               | 14               |
| 2011      | Евросерия Формулы-3                  | Carlin                    | 6                | 0                | 0                | 0                | 1                | 0                | НК†              |
| 2011      | Евросерия Формулы-3                  | Motopark                  | 6                | 0                | 0                | 0                | 1                | 0                | НК†              |
| 2011      | Международный трофей Формулы-3       | Carlin                    | 3                | 0                | 0                | 0                | 0                | 0                | НК†              |
| 2011      | Международный трофей Формулы-3       | Motopark                  | 3                | 0                | 0                | 0                | 0                | 0                | НК†              |
| 2011      | GP2 Final                            | iSport International      | 2                | 0                | 0                | 0                | 1                | 7                | 6                |
| 2011      | Немецкая Формула-3 — Кубок           | STROMOS Artline           | 2                | 0                | 0                | 0                | 0                | 0                | НК               |
| 2011      | Немецкая Формула-3 — Трофей          | STROMOS Artline           | 2                | 1                | 2                | 2                | 2                | 16               | 5                |
| 2012      | Серия GP2                            | Rapax                     | 14               | 1                | 0                | 0                | 1                | 29               | 15               |
| 2013      | Серия GP2                            | Russian Time              | 22               | 0                | 1                | 2                | 3                | 92               | 10               |
| 2014      | Серия GP2                            | Arden International       | 2                | 0                | 0                | 0                | 1                | 18               | 19               |
| 2014      | Серия GP2                            | EQ8 Caterham Racing       | 6                | 0                | 0                | 1                | 0                | 18               | 19               |
| 2015      | Формула-Рено 3.5                     | Jagonya Ayam with Carlin  | 17               | 0                | 1                | 1                | 2                | 122              | 7                |
| 2015      | FIA WEC — LMP2                       | Signatech Alpine          | 2                | 1                | 1                | 0                | 1                | 38               | 13               |
| 2015      | ADAC GT Masters                      | Bentley Team HTP          | 4                | 0                | 1                | 0                | 0                | 17               | 30               |
| 2015      | Blancpain Sprint Series              | Bentley Team HTP          | 2                | 0                | 0                | 0                | 0                | 8                | 23               |
| 2015      | Blancpain Sprint Series — Silver Cup | Bentley Team HTP          | 2                | 2                | 1                | 2                | 2                | 34               | 6                |
| 2015–16   | Формула-E                            | Team Aguri                | Тест-пилот       | Тест-пилот       | Тест-пилот       | Тест-пилот       | Тест-пилот       | Тест-пилот       | Тест-пилот       |
| 2016      | Формула V8 3.5                       | AVF                       | 18               | 2                | 5                | 2                | 10               | 237              | 1                |
| 2016      | FIA WEC — LMP2                       | Extreme Speed Motorsports | 1                | 0                | 0                | 0                | 0                | 10               | 27               |
| 2016–17   | Формула-E                            | Venturi Grand Prix        | 7                | 0                | 0                | 0                | 0                | 12               | 19               |
| 2017      | Blancpain GT Series Sprint Cup       | GRT Grasser Racing Team   | 2                | 0                | 0                | 0                | 0                | 0                | НК               |
| 2017      | Blancpain GT Series Endurance Cup    | GRT Grasser Racing Team   | 1                | 0                | 0                | 0                | 0                | 0                | НК               |
| 2017–18   | Формула-E                            | Venturi Formula E Team    | 3                | 0                | 0                | 0                | 0                | 12               | 18               |
| 2018      | Супер-Формула                        | UOMO Sunoco Team LeMans   | 5                | 0                | 0                | 0                | 0                | 5                | 14               |
| 2018      | 24 часа Ле-Мана                      | ByKolles Racing Team      | 1                | 0                | 0                | 0                | 0                | —                | НФ               |
| 2018–19   | Формула-E                            | Nio Formula E Team        | 13               | 0                | 0                | 1                | 0                | 0                | 23               |
| 2018–19   | FIA WEC                              | ByKolles Racing Team      | 6                | 0                | 0                | 0                | 0                | 22,5             | 17               |
| 2019      | 24 часа Ле-Мана                      | ByKolles Racing Team      | 1                | 0                | 0                | 0                | 0                | —                | НФ               |
| 2019–20   | FIA WEC                              | ByKolles Racing Team      | 2                | 0                | 0                | 0                | 0                | 0                | НК†              |
| 2020–21   | Формула-E                            | Jaguar Racing             | Резервный гонщик | Резервный гонщик | Резервный гонщик | Резервный гонщик | Резервный гонщик | Резервный гонщик | Резервный гонщик |
| 2021      | Кубок Ле-Мана — LMP3                 | Mühlner Motorsport        | 1                | 0                | 0                | 0                | 0                | 1                | 36               |
| 2021–22   | Формула-E                            | Jaguar TCS Racing         | Резервный гонщик | Резервный гонщик | Резервный гонщик | Резервный гонщик | Резервный гонщик | Резервный гонщик | Резервный гонщик |
| 2022      | Кубок Ле-Мана — LMP3                 | Racing Spirit of Léman    | 7                | 3                | 1                | 3                | 5                | 97               | 1                |
| 2023      | FIA WEC — Гиперкары                  | Floyd Vanwall Racing Team |                  |                  |                  |                  |                  |                  |                  |
| Источник: |                                      |                           |                  |                  |                  |                  |                  |                  |                  |

### Результаты в Формуле 3

#### 2007—2009
| Год  | Команда          | Шасси            | Двигатель | 1          | 2          | 3        | 4        | 5         | 6        | 7       | 8         | 9         | 10       | 11       | 12       | 13       | 14        | 15      | 16    | 17        | 18        | 19        | 20         | Место | Очки |
| ---- | ---------------- | ---------------- | --------- | ---------- | ---------- | -------- | -------- | --------- | -------- | ------- | --------- | --------- | -------- | -------- | -------- | -------- | --------- | ------- | ----- | --------- | --------- | --------- | ---------- | ----- | ---- |
| 2007 | ASM Formule 3    | Dallara F307/012 | Mercedes  | HOC1 1 DNS | HOC1 2 DNS | BRH 1 10 | BRH 2 9  | NOR 1 4   | NOR 2 3  | MAG 1 9 | MAG 2 Ret | MUG 1 Ret | MUG 2 8  | ZAN 1 18 | ZAN 2 4  | NÜR 1 13 | NÜR 2 Ret | CAT 1 3 | CAT 2 | NOG 1 Ret | NOG 2 19  | HOC2 1 17 | HOC2 2 14  | 8     | 37   |
| 2008 | SG Formula       | Dallara F308/014 | Mercedes  | HOC1 1 Ret | HOC1 2 15  | MUG 1 16 | MUG 2 27 | PAU 1 Ret | PAU 2 25 | NOR 1   | NOR 2     | ZAN 1     | ZAN 2    |          |          |          |           |         |       |           |           |           |            | 18    | 8    |
| 2008 | Jo Zeller Racing | Dallara F308/044 | Mercedes  |            |            |          |          |           |          |         |           |           |          | NÜR 1 3  | NÜR 2 5  | BRH 1    | BRH 2     | CAT 1   | CAT 2 | LMS 1     | LMS 2     | HOC2 1    | HOC2 2     | 18    | 8    |
| 2009 | HBR Motorsport   | Dallara F308/021 | Mercedes  | HOC1 1     | HOC1 2     | LAU 1    | LAU 2    | NOR 1     | NOR 2    | ZAN 1   | ZAN 2     | OSC 1 25  | OSC 2 22 | NÜR 1 22 | NÜR 2 14 | BRH 1    | BRH 2     | CAT 1   | CAT 2 |           |           | HOC2 1 15 | HOC2 2 Ret | 30    | 0    |
| 2009 | Prema Powerteam  | Dallara F308/015 | Mercedes  |            |            |          |          |           |          |         |           |           |          |          |          |          |           |         |       | DIJ 1 19  | DIJ 2 Ret |           |            | 30    | 0    |

### Результаты в GP3
| Год  | Команда    | 1         | 2         | 3       | 4       | 5          | 6           | 7           | 8           | 9          | 10        | 11        | 12         | 13        | 14          | 15          | 16        | Место | Очки |
| ---- | ---------- | --------- | --------- | ------- | ------- | ---------- | ----------- | ----------- | ----------- | ---------- | --------- | --------- | ---------- | --------- | ----------- | ----------- | --------- | ----- | ---- |
| 2011 | Carlin     | TUR FEA 3 | TUR SPR 9 | ESP FEA | ESP SPR |            |             |             |             |            |           |           |            |           |             |             |           | 14    | 15   |
| 2011 | Addax Team |           |           |         |         | VAL FEA 20 | VAL SPR Ret | GBR FEA Ret | GBR SPR 25† | GER FEA 22 | GER SPR 5 | HUN FEA 7 | HUN SPR 22 | BEL FEA 6 | BEL SPR Ret | ITA FEA Ret | ITA SPR 9 | 14    | 15   |

### Результаты в GP2
| Год  | Команда             | 1          | 2          | 3          | 4           | 5          | 6          | 7          | 8          | 9          | 10          | 11          | 12          | 13         | 14          | 15         | 16          | 17        | 18        | 19        | 20         | 21          | 22          | 23      | 24      | Место | Очки |
| ---- | ------------------- | ---------- | ---------- | ---------- | ----------- | ---------- | ---------- | ---------- | ---------- | ---------- | ----------- | ----------- | ----------- | ---------- | ----------- | ---------- | ----------- | --------- | --------- | --------- | ---------- | ----------- | ----------- | ------- | ------- | ----- | ---- |
| 2012 | Rapax               | MYS FEA 18 | MYS SPR 11 | BHR1 FEA 6 | BHR1 SPR 10 | BHR2 FEA 8 | BHR2 SPR 1 | ESP FEA 22 | ESP SPR 12 | MON FEA 11 | MON SPR Ret | VAL FEA Ret | VAL SPR 12  | GBR FEA    | GBR SPR     | GER FEA 9  | GER SPR Ret | HUN FEA   | HUN SPR   | BEL FEA   | BEL SPR    | ITA FEA     | ITA SPR     | SGP FEA | SGP SPR | 15    | 29   |
| 2013 | Russian Time        | MYS FEA 14 | MYS SPR 11 | BHR FEA 8  | BHR SPR 4   | ESP FEA 5  | ESP SPR 26 | MON FEA 11 | MON SPR 25 | GBR FEA 3  | GBR SPR 6   | GER FEA 8   | GER SPR Ret | HUN FEA 20 | HUN SPR 11  | BEL FEA 5  | BEL SPR 9   | ITA FEA 3 | ITA SPR 5 | SGP FEA 6 | SGP SPR 14 | ABU FEA Ret | ABU SPR DNS |         |         | 10    | 92   |
| 2014 | Arden International | BHR FEA    | BHR SPR    | ESP FEA 8  | ESP SPR 3   | MON FEA    | MON SPR    | AUT FEA    | AUT SPR    | GBR FEA    | GBR SPR     |             |             |            |             |            |             |           |           |           |            |             |             |         |         | 19    | 18   |
| 2014 | EQ8 Caterham Racing |            |            |            |             |            |            |            |            |            |             | GER FEA 12  | GER SPR 9   | HUN FEA 9  | HUN SPR 19† | BEL FEA 12 | BEL SPR 9   | ITA FEA   | ITA SPR   | RUS FEA   | RUS SPR    | ABU FEA     | ABU SPR     |         |         | 19    | 18   |